# Сатуновский, Пётр Абрамович
Пётр Абра́мович Сатуно́вский (также Пётр Авра́мович Сатуно́вский; 10 июня 1919, Екатеринослав — 5 февраля 2014, Москва) — советский кинооператор, режиссёр неигрового кино. Брат поэта Яна Сатуновского.

## Биография
Родился в Екатеринославе (ныне — Днепр, Украина). В период 1933—1935 годов работал живописцем и литсотрудником в разных организациях.
После окончания операторского факультета ВГИКа в 1941 году был распределён на Киевскую студию кинохроники. 
Служил в Красной армии с первого дня войны, воевал на Юго-Западном, Брянском, Степном, 1-м Украинском фронтах в составе 97-й гвардейской стрелковой дивизии, с февраля 1944 года сотрудничал с дивизионной газетой «Героический поход», в которой публиковались его очерки, зарисовки, статьи.
С 1946 года работал на киностудии «Мосфильм», был ассистентом оператора на картине «Сталинградская битва» (1949), вторым оператором фильма «Бессмертный гарнизон» (1956) и других. Как оператор-постановщик дебютировал в 1956 году, сняв короткометражный фильм «Сёстры».
Автор сценария и режиссёр документальных лент «Владимир Высоцкий — киноактёр. Штрихи к портрету» (1988) и «В поисках правды» (1989).
Член Союза кинематографистов СССР (Москва) и Союза кинематографистов России.
Скончался 5 февраля 2014 года. Похоронен в Москве на Востряковском еврейском кладбище рядом с женой.

### Семья
- Брат — Яков Абрамович Сатуновский (1913—1982), поэт[6].
- Жена — Роза Марковна (Мордуховна) Сатуновская (урождённая Герчикова, 1918—2006), художник по костюмам.
  - Дочь — Марина Петровна Сатуновская (род. 1947).
- Троюродный брат — Лео Арнштам, режиссёр[7].

## Фильмография
Оператор
- 1956 — Две жизни (Сёстры)
- 1957 — На графских развалинах
- 1959 — Золотой дом
- 1959 — Утренний рейс (короткометражный)
- 1960 — Чудотворная
- 1962 — Семь нянек
- 1964 — Коротко лето в горах
- 1965 — Западня
- 1966 — Королевская регата (совместно с Г. Шатровым)
- 1967 — Зареченские женихи
- 1968 — Люди, как реки… (короткометражный)
- 1969 — Золото
- 1973 — Берега
- 1976 — От зари до зари (совместно с В. Шуваловым)

Режиссёр
- 1988 — Владимир Высоцкий — киноактёр. Штрихи к портрету (документальный; также автор сценария)
- 1989 — В поисках правды (документальный; также автор сценария)

## Награды
- медаль «За боевые заслуги» (23 декабря 1944)[2];
- медаль «За освобождение Праги»[8];
- орден Отечественной войны II степени[9];
- нагрудный знак отличия Бронзовая медаль ВДНХ (12 декабря 1985) — за разработку сценария, высоко профессиональную режиссёрскую и операторскую работу по созданию на высоком идейно-политическом и художественном уровне рекламно-пропагандистского фильма «Кинорепортаж со съёмок фильма „Берег“»[10];
- медаль «Ветеран труда»[9];
- медали СССР.